# Stade Hector Rolland
Das Stade Hector Rolland ist ein Fußballstadion in der französischen Stadt Moulins, Département Allier, in der Region Auvergne-Rhône-Alpes. Es ist die Heimspielstätte des Fußballvereins AS Moulins. Die Anlage wurde 2001 eröffnet und nach dem ehemaligen Bürgermeister von Moulins, Hector Rolland (1911–1995), benannt. Es besteht aus einer überdachten Sitzplatztribüne mit einem umzäunten Spielfeld und Stehplätzen. Die Tribüne (1.000 Plätze, 20 behindertengerechte Plätze) wurde im September 2001 eröffnet und trägt den Namen Tribune Dragan Miletic. Dragan Miletic spielte früher bei FK Roter Stern Belgrad und beendete 1973 seine Karriere bei der AS Moulins. Die größte Zuschauerzahl wurde am 12. Februar 2014 verzeichnet. Das Achtelfinale des Coupe de France 2013/14 zwischen der AS Moulins und dem FC Sète (3:1) verfolgten 4500 Zuschauer.